# Bcl-xL

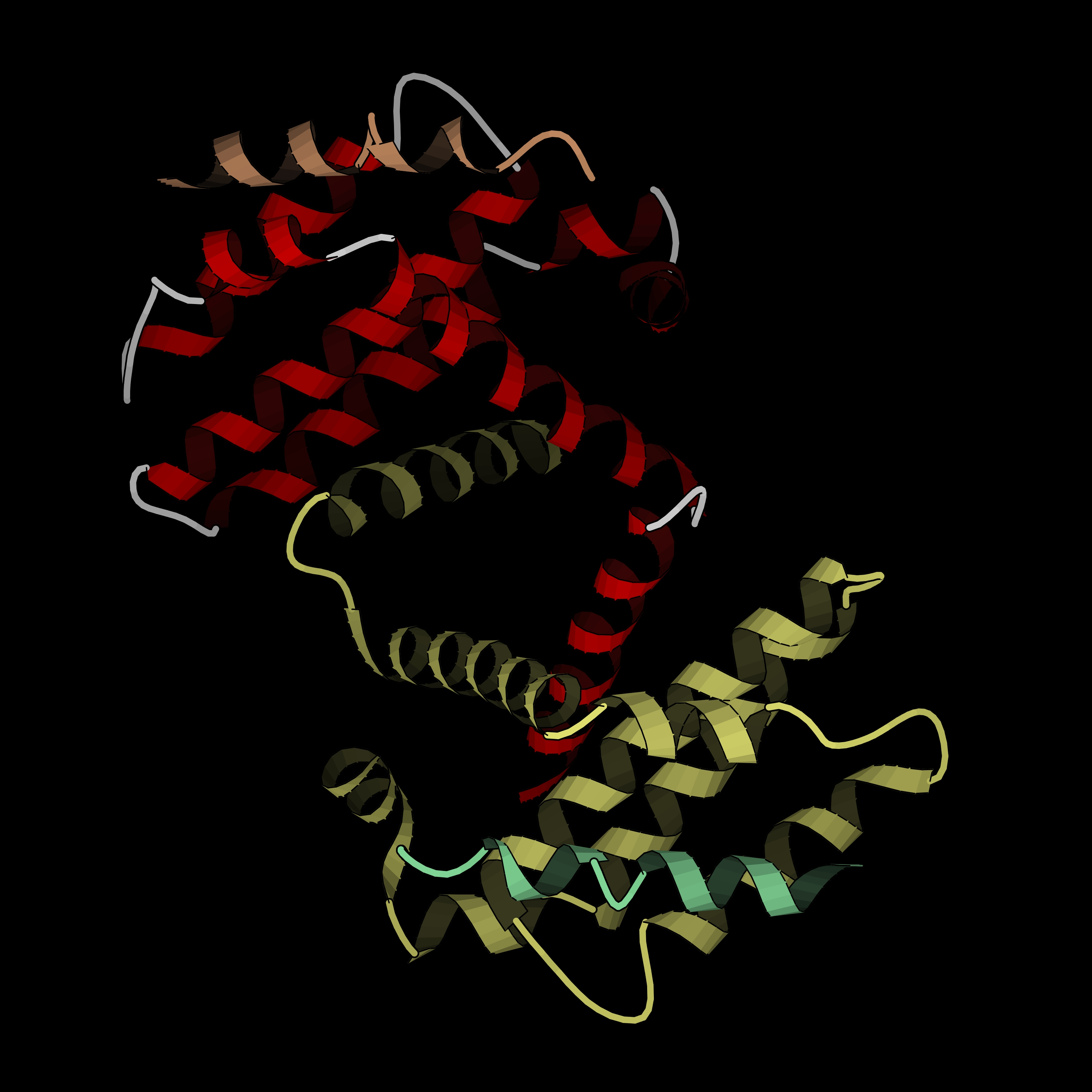
Struttura della Bcl-xL

Bcl-xL è una molecola transmembrana antiapoptotica presente nei mitocondri che regola in modo coordinato l'apoptosi, la fine del ciclo cellulare e l'entrata nel ciclo cellulare, determinando la morte programmata della cellula.

## Descrizione
Essa è prodotta durante la maturazione dell'affinità dei linfociti B nella risposta anticorpale a un patogeno. I centrociti (linfociti B migrati nel centro germinativo per maturare l'affinità del recettore BCR antigene specifico) che esprimono un recettore ad alta affinità per l'antigene specifico sono selezionati positivamente e formano sinapsi immunologiche con le cellule dendritiche follicolari (FDC) per riconoscere l'antigene. I centrociti si muovono poi verso la zona chiara del centro germinativo dove incontrano i linfociti T CD4. Dall'interazione tra centrociti (linfociti B) e linfociti T CD4, attraverso il legame MHC:peptide immunogenico con TCR (T-cell receptor) e CD40L:CD40R viene indotta l'espressione di Bcl-xL che permette al centrocita (linfocita B) di sopravvivere.